# EPM2A
EPM2A (англ. EPM2A, laforin glucan phosphatase) – білок, який кодується однойменним геном, розташованим у людей на 6-й хромосомі. Довжина поліпептидного ланцюга білка становить 331 амінокислот, а молекулярна маса — 37 158.
| 10         |  | 20         |  | 30         |  | 40         |  | 50         |
| ---------- |  | ---------- |  | ---------- |  | ---------- |  | ---------- |
| MRFRFGVVVP |  | PAVAGARPEL |  | LVVGSRPELG |  | RWEPRGAVRL |  | RPAGTAAGDG |
| ALALQEPGLW |  | LGEVELAAEE |  | AAQDGAEPGR |  | VDTFWYKFLK |  | REPGGELSWE |
| GNGPHHDRCC |  | TYNENNLVDG |  | VYCLPIGHWI |  | EATGHTNEMK |  | HTTDFYFNIA |
| GHQAMHYSRI |  | LPNIWLGSCP |  | RQVEHVTIKL |  | KHELGITAVM |  | NFQTEWDIVQ |
| NSSGCNRYPE |  | PMTPDTMIKL |  | YREEGLAYIW |  | MPTPDMSTEG |  | RVQMLPQAVC |
| LLHALLEKGH |  | IVYVHCNAGV |  | GRSTAAVCGW |  | LQYVMGWNLR |  | KVQYFLMAKR |
| PAVYIDEEAL |  | ARAQEDFFQK |  | FGKVRSSVCS |  | L          |  |            |

A: Аланін

C: Цистеїн

D: Аспарагінова кислота

E: Глутамінова кислота

F: Фенілаланін

G: Гліцин

H: Гістидин

I: Ізолейцин

K: Лізин

L: Лейцин

M: Метіонін

N: Аспарагін

P: Пролін

Q: Глутамін

R: Аргінін

S: Серин

T: Треонін

V: Валін

W: Триптофан

Кодований геном білок за функціями належить до гідролаз, протеїн-фосфатаз, фосфопротеїнів. 
Задіяний у таких біологічних процесах, як автофагія, вуглеводний обмін, метаболізм глікогену, альтернативний сплайсинг. 
Локалізований у клітинній мембрані, цитоплазмі, ядрі, мембрані, ендоплазматичному ретикулумі.